# Tagbanuwa-Schrift

Silben"alphabet" der Tagbanuwa.

Silbenschrift (Abugida) der Tagbanuwa.

Die Schrift der Tagbanuwa oder Tagbanwa auf Palawan (Philippinen) stammt wie die früher weit verbreitete philippinische Schrift Baybayin von der javanischen Kawi-Schrift (siehe balinesische Schrift) ab und ist wie diese eine Abugida-Schrift, d. h. jedes Zeichen steht für eine Silbe, die mit einem bestimmten Konsonanten beginnt, und der Vokal der Silbe wird durch Hinzufügen oder Weglassen diakritischer Zeichen angezeigt. Ohne Vokalzeichen ist der Vokal a (inhärenter Vokal), und wie im Baybayin gibt es nur zwei Vokalzeichen (in der Umschrift mit i und u wiedergegeben), es wird also nicht zwischen i und e sowie zwischen o und u unterschieden.
Die Tagbanuwa-Schrift steht im Zusammenhang mit einem poetischen Stil, der auf der Anzahl von Silben in einer Zeile basiert. Die Kawi-Schrift ist angelehnt an die Pallava-Schrift aus Südindien, abgeleitet von der Brahmi-Schrift. Die Schrift wurde den Tagwanuwa von den Bugis aus Makassar in vorspanischer Zeit etwa im 15. Jahrhundert beigebracht. Die Schrift wird traditionell auf Bambusstäben in vertikalen Spalten von unten nach oben und von links nach rechts geschrieben. Die Tagbanuwa-Sprache wird noch von etwa 8.000 Menschen in Zentral- und Nord-Palawan gesprochen.
Diese Schrift wurde 1999 von der UNESCO zu den „Erinnerungen der Menschheit“ deklariert. Der ISO-15924-Code für diese Schrift ist Tagb.